# Sarah Anyang Agbor
Sarah Mbi Enow Anyang Agbor  (* 1968 oder 1969) ist eine kamerunische Literaturwissenschaftlerin und Bildungsmanagerin. Sie war von 2017 bis 2021 Kommissarin der Afrikanischen Union für Humanressourcen, Wissenschaft, Technologie und Innovation (ESTI).

## Ausbildung
Sarah Anyang Agbor studierte von 1987 bis 1998 an der University of Ibadan im nigerianischen Bundesstaat Oyo Anglistik und promovierte zur Ph.D. Der Titel ihrer Dissertation war „Critical perspectives on Commonwealth literature“.

## Karriere
Anyang Agbor arbeitete als Abteilungsleiterin für das kamerunische Hochschulministerium und war die zentrale Persönlichkeit für Kontakte zur Panafrikanischen Universität, zur Konferenz der afrikanischen Bildungsminister (COMEDAF), der Konferenz der Commonwealth-Bildungsminister und vor allem zur UNESCO. Darüber hinaus vertrat sie den kamerunischen Hochschulbildungsminister in vielen Aufgabenbereichen.
Seit 1999 ist Anyang Agbor Professorin für afrikanische und Commonwealth-Literatur an der Universität Yaoundé. Von 2004 bis 2005 war sie Fulbright-Stipendiat an der University of Scranton in Pennsylvania (2004–2005), wo sie modernes afrikanisches Drama und Lyrik lehrte und eine Afrika-Bibliothek aufbaute. Ab 2015 war sie Vizekanzlerin der westkamerunischen University of Bamenda mit Zuständigkeit für Forschung, Kooperation und Beziehungen zur Wirtschaft.
Im Juli 2017 wurde sie zu einer der acht Kommissare der Afrikanischen Union in Addis Abeba gewählt und erhielt die Zuständigkeit für Humanressourcen, Wissenschaft und Technologie. 2021 gab sie das Amt an den algerischen Mediziner Mohamed Belhocine weiter.
2022 wurde sie Mitglied des Beirats der Abteilung für Wohlstand am Ausbildungs- und Forschungsinstitut der Vereinten Nationen (UNITAR) Zu ihrem vorrangigen Ziel erklärte sie, die regionalen Ökosysteme von Unternehmertum, Innovation und staatlichem Handeln zu stärken, um jungen Menschen, Frauen und marginalisierten gesellschaftlichen Gruppen einen Zugang zu hochwertiger Aus- und Weiterbildung zu ermöglichen.

## Sonstige Aufgaben
Seit 2021 ist Anyang Agbor Leitende Beraterin der Bill & Melinda Gates Foundation (BMGF). 
Von 2021 bis 2023 war sie Leiterin des Africa Board des Forum for African Women Educationalists (FAWE).

## Privates
Sie ist Mutter von zwei Kindern.